# Город под запретом
«Город под запретом» — песня украинской певицы Светланы Лободы, выпущенная 27 ноября 2013 года в качестве сингла на её собственном лейбле «Лобода Мьюзик». Песню написала сама Лобода и Сергей Немировский. Композиция была записана в сопровождении живого оркестра.

## Музыкальное видео
На песню было снято два музыкальных видео. Первое, презентованное в ноябре 2013 года, представляет собой выступление с песней на сольном концерте певицы в киевском клубе Stereo Plaza. Видео снято на черно-белую пленку.
Вторая версия была презентована в марте 2014 года и уже представляла собой полноценный видеоклип. Срежиссировали новое видео сама певица со своим продюсером Нателлой Крапивиной (как Duet Drelles). Операторы — Алексей Степанов, Михаил Верпатов. В основе сюжета история мужчины и женщины, которые купались в любви и не замечали её присутствия, как воздух, которым дышали.
Лобода захотела метафорично передать ценность любви как воздуха, поэтому, чтобы отобразить невозможность жизни без любви, было решено создать подводный мир для съёмок. Для осуществления подобных мероприятий, в Украине отсутствовало необходимое оборудование и не хватало специалистов. Дважды пришлось менять операторскую группу, которая не могла справиться с поставленными творческими задачами. В итоге дважды был утоплен комплект видеотехники, а загоревшиеся световые приборы, могли нанести непоправимый ущерб актёрам, которые принимали участие в видеоклипе.

## Награды и номинации
«Город под запретом» стала лауреатом премии «Украинская песня года» в 2013 году. Также она была номинирована как песня года на музыкальной премии YUNA, однако проиграла «Stones» группы The Hardkiss.

## Чарты
| Чарт (2013-14)                      | Высшая позиция |
| ----------------------------------- | -------------- |
| Киев (TopHit — Радиохиты недели)    | 2              |
| Россия (TopHit — Радиохиты недели)  | 99             |
| СНГ (TopHit — Радиохиты недели)     | 38             |
| Украина (FDR Топ-40)                | 1              |
| Украина (FDR UA Топ-20)             | 1              |
| Украина (TopHit — Радиохиты недели) | 2              |

| Чарт (2014)                         | Высшая позиция |
| ----------------------------------- | -------------- |
| Киев (TopHit — Радиохиты месяца)    | 3              |
| СНГ (TopHit — Радиохиты месяца)     | 47             |
| Украина (TopHit — Радиохиты месяца) | 3              |

### Годовые чарты
| Чарт (2014)                           | Позиция |
| ------------------------------------- | ------- |
| Киев (TopHit — Хиты года на радио)    | 20      |
| СНГ (TopHit — Хиты года на радио)     | 180     |
| Украина (TopHit — Хиты года на радио) | 13      |

## История релиза
| Регион | Дата           | Формат                      | Лейбл         | Ист.   |
| ------ | -------------- | --------------------------- | ------------- | ------ |
| СНГ    | 27 ноября 2013 | Радиоротация                | Лобода Мьюзик | [ 6 ]  |
| Мир    | 29 ноября 2013 | Цифровая загрузка, стриминг | Лобода Мьюзик | [ 16 ] |